# グレゴワール・デフレル
アンドレ・グレゴワール・デフレル（André Grégoire Defrel, 1991年6月17日 - ）は、フランス・ムードン出身のサッカー選手。モデナFC所属。ポジションはFW。

## 経歴
2009年にイタリア・セリエAのパルマFCのプリマヴェーラに入団し、2011年にプロデビューを果たした。
その後セリエC1のフォッジャ・カルチョへのレンタル移籍を経て、2012年にセリエBのACチェゼーナに移籍。2013-14シーズンには38試合3得点を記録し、クラブのセリエA昇格に貢献した。翌2014-15シーズンには苦しむクラブの中で9得点を記録するなど奮闘したが、クラブが降格したため移籍先を探すこととなった。
2015年8月5日、USサッスオーロ・カルチョへ移籍。ユヴェントスへ移籍したシモーネ・ザザの後釜としての加入となった。
2017年7月20日、サッスオーロ時代の監督であるエウゼビオ・ディ・フランチェスコ率いるASローマへ買い取り義務付きのレンタルで移籍。レンタル料は500万ユーロで、買い取り金額は1500万ユーロとなっている。2018年3月1日、ローマに完全移籍したことが発表された。
2018年7月27日、UCサンプドリアへレンタル移籍。
2019年8月30日、USサッスオーロ・カルチョにレンタル料300万ユーロでの有償レンタルで移籍した。最低100万ユーロの支払いが保証される最大200万ユーロのボーナスが付随し、特定の条件を満たすと900万ユーロでの買取義務が生じる契約となっている。
2024年8月7日、モデナFCに2年契約で移籍した
。

## 所属クラブ
- パルマFC 2010-2012

→ フォッジャ・カルチョ 2011-2012 (loan)
- ACチェゼーナ 2012-2015
- USサッスオーロ・カルチョ 2015-2018

→ ASローマ 2017-2018 (loan)
- ASローマ 2018-2020

→ UCサンプドリア 2018-2019 (loan)
→ USサッスオーロ・カルチョ 2019-2020 (loan)
- USサッスオーロ・カルチョ 2020-2024
- モデナFC 2024-